# USM Blida (basket-ball)
Maillots
Actualités
Dernière mise à jour : 3 avril 2022.
L'USM Blida (basket-ball) est un club algérien de basket-ball appartenant à l'élite du Championnat d'Algérie (également connu sous le nom Super Division). Il est basé dans la ville de Blida. Le club évolue actuellement au Hocine Chalane de l'OPOW, une salle d'une capacité de 5 000 places.

## Histoire
La création du section Basketball en 18 octobre 1949 Sous le no 8.008
Il y a deux ans, la section de basket-ball de l’USMB était mise sur pied par deux actifs dirigeants, dont le président lui-même, M. Messlem, déjà titulaire de l’équipe première. Le secrétariat général en était confié à M. Hassen Khodja dont le dévouement est proverbial.
M. Messlem, à qui nous nous sommes adressé, nous parle de sa section ; il est très surpris de se voir interviewé par un journal "qui veut bien s’intéresser au sort des petites équipes".
« Notre section, nous confie M. Messlem, comprend 16 éléments, débutant pour la plupart, dans ce sport ; M. Albane les entraîne le jeudi de chaque semaine, ce qui est nettement insuffisant.
Nous ne pouvons malheureusement faire mieux, car beaucoup de joueurs fréquentent encore l’école et il leur est difficile de disposer de loisirs dans la journée.
Le fait que de nombreux étudiants viennent grossir les rangs de la section explique bien le peu de résultats obtenus surtout en cette saison. En effet, nous avons perdu deux bons joueurs : Touabti et Ali Pacha, qui ont dû quitter la ville pour poursuivre leurs études.
Quand de pareils cas se produisent, nous avons recours à des footballeurs du club qui complètent nos rangs.
Les plus grosses difficultés rencontrées jusqu’à ce jour sont d’ordre technique.
Au cours du championnat, notre section a manqué d’arbitres, ce qui nous défavorisa beaucoup.
Ensuite, des difficultés financières sans nombre sont venues nous assaillir.
Grâce à sa section de football, notre club est bien souvent venu à notre aide.
À cette occasion, je remercie tous les dirigeants de l’Union Sportive Blidéenne d’avoir bien voulu mettre terrain et locaux à la disposition de notre section.
Je pense me consacrer entièrement, l’an prochain, à mes fonctions de président.
Je pourrais ainsi recruter et former une équipe composée essentiellement de jeunes, grâce à laquelle nous ferons souvent triompher nos couleurs. »
C’est sur ces paroles d’espoir que nous avons quitté notre interlocuteur, convaincus du plus entier dévouement de ce président.

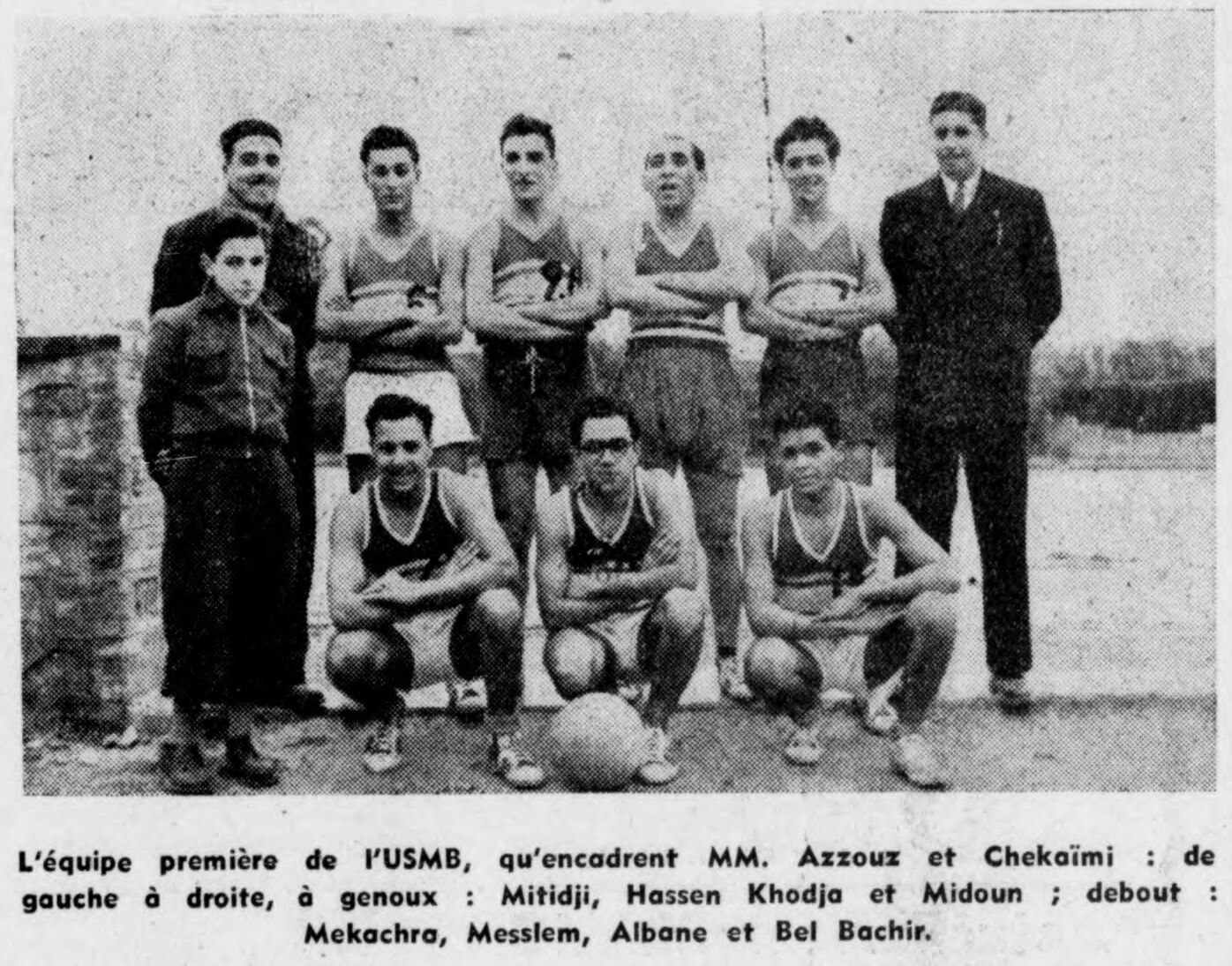
USM Blida (Basketball) en 1951.

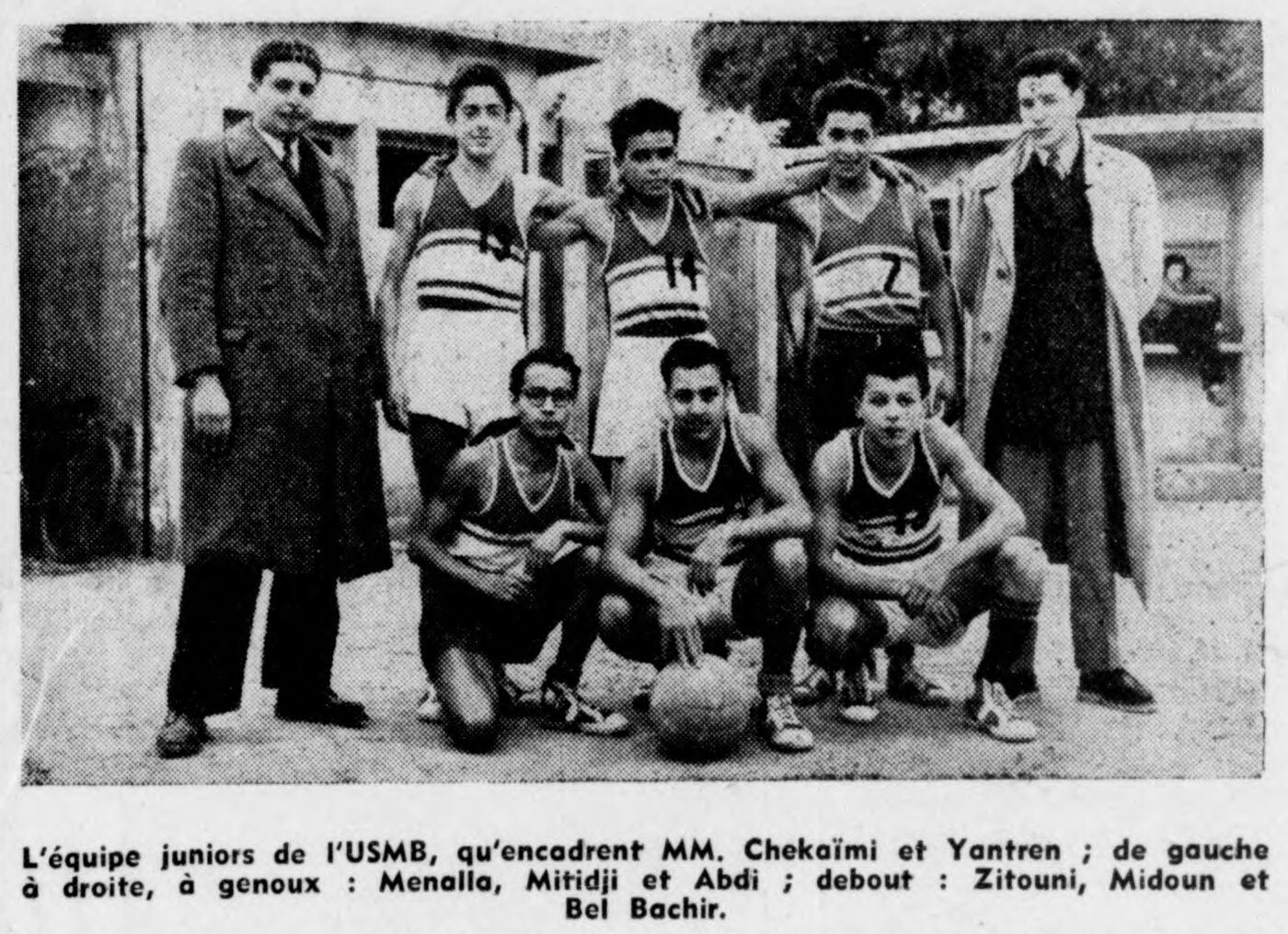
USM Blida juniors (Basketball) en 1951.

## Palmarès
Championnat d'Algérie de basket-ball
Neuvième : 2011.
Coupe d'Algérie de basket-ball
Finaliste : 2019.